# Italienische Auslandshandelskammern
Italienische Auslandshandelskammern (Camere di commercio italiane all’estero, CCIE) sind Außenhandelsvertretungen, die im Wesentlichen von italienischen Unternehmen und solchen anderer Nationalität außerhalb Italiens unterhalten werden und dort deren bilaterale Handelsaktivitäten fördern. Solche Auslandshandelskammern können vom italienischen Staat auf der Grundlage des Gesetzes Nr. 518 vom 1. Juli 1970 bei Erfüllung bestimmter Anforderungen anerkannt und finanziell gefördert werden. Staatlich anerkannte italienische Auslandshandelskammern sind in der „Vereinigung der italienischen Handelskammern im Ausland“ (Assocamerestero) zusammengeschlossen. Im Jahr 2020 gab es 81 italienische Auslandshandelskammern in 58 Staaten und 160 kleinere Handelsbüros.

## Deutschsprachiger Raum
Die italienische Handelskammer für Deutschland hat ihren Sitz in der Corneliusstraße 18 in Frankfurt am Main. Sie wurde im Jahr 1911 gegründet und 1951 (nach früherem Recht) staatlich anerkannt. Sie unterhält regionale Büros in Berlin (bei der italienischen Botschaft) und in Leipzig sowie kleinere Vertretungen in Düsseldorf, Freiburg im Breisgau, Hamburg, Mailand, Bologna, Florenz, Bari und Wien.
Die italienische Handelskammer München-Stuttgart hat ihren Sitz am Landaubogen 10 in München, ein Büro in Stuttgart und eine Delegation in Wien. Diese Kammer wurde 1926 gegründet und 1952 von der italienischen Regierung anerkannt.
An der Seestrasse 123 in Zürich befindet sich die 1909 gegründete und 1920 anerkannte italienische Handelskammer für die Schweiz. Sie hat ein Büro in Genf und eines in Lugano.
Es besteht auch eine italienische Auslandshandelskammer in Luxemburg.

## Sonstige
Zu den ältesten italienischen Auslandshandelskammern in Europa zählen die in Marseille (1866), Istanbul (1885) und London (1886), in Amerika die in Montevideo (1883–1933), Buenos Aires (1884) und New York City (1887). Ab 1901 gehörten die damals bestehenden Auslandshandelskammern der italienischen Vereinigung der Industrie- und Handelskammern (Unioncamere) an, ab 1987 dann der neuen Vereinigung der italienischen Auslandshandelskammern.